# Насіннєїд тонкодзьобий
Насіннєїд тонкодзьобий (Catamenia homochroa) — вид горобцеподібних птахів родини саякових (Thraupidae). Мешкає в Андах та на Гвіанському нагір'ї.

## Підвиди
Виділяють три підвиди:
- C. h. oreophila Todd, 1913 — Сьєрра-Невада-де-Санта-Марта (північно-східна Колумбія);
- C. h. homochroa Sclater, PL, 1859 — Анди на заході Венесуели (Кордильєра-де-Мерида), в Колумбії, Еквадорі, Перу і Болівії;
- C. h. duncani (Chubb, C, 1921) — тепуї на півдні Венесуели (Амасонас, Болівар) та на півночі Бразилії.

## Поширення і екологія
Тонкодзьобі насіннєїди мешкають у Венесуелі, Колумбії, Еквадорі, Перу, Болівії і Бразилії. Вони живуть у високогірних чагарникових заростях та на узліссях вологих гірських тропічних лісів біля верхньої межі лісу. Зустрічаються на висоті від 2400 до 3600 м над рівнем моря.